# Liste der Stolpersteine in Magdeburg-Nordwest
Die Liste der Stolpersteine in Magdeburg-Nordwest enthält die Stolpersteine im Magdeburger Stadtteil Nordwest, die an das Schicksal der Menschen erinnern, die im Nationalsozialismus ermordet, deportiert, vertrieben oder in den Suizid getrieben wurden. Sie ist nach Nachnamen sortiert und listet Namen, Standorte. Die Tabelle erfasst insgesamt 1 Stolpersteine und ist teilweise sortierbar; die Grundsortierung erfolgt alphabetisch nach dem Familiennamen.
| Bild           | Inschrift | Name           | Ort                                                                     | Verlegedatum | Anmerkungen                                  |
| -------------- | --- | -------------- | ----------------------------------------------------------------------- | ------------ | -------------------------------------------- |
| Massors, Franz | HIER WOHNTE FRANZ MASSORS JG. 1901 ZEUGE JEHOVAS VERHAFTET 28.2.1940 ZUCHTHAUS WALDHEIM UG. BERLIN TODESURTEIL 22.9.1943 HINGERICHTET 9.3.1944 FESTUNG TORGAU | Massors, Franz | Baumschulenweg 19 (direkt vor dem Zaun, als Parkfläche genutzt) (Karte) | 7. Okt. 2011 | Biografie: Massors_Franz.PDF (PDF; 167,7 kB) |